# Vittoria Piisimi
Vittoria Piisimi, död efter 1595, var en italiensk skådespelare, sångerska, dansare, musiker och teaterdirektör. Hon tillhörde de mest berömda skådespelarna på sin tid och kallades den "Gudomliga Vittoria Piisimi". Hon beskrivs som huvudrivalen till Isabella Andreini.   
Piisimi finns omnämnd första gången 1573 och var 1574 primadonna i Flaminio Scalas teatersällskap Gelosi, det första berömda Commedia dell' arte-sällskapet, som är känt från 1568, och det första som uppträdde utanför Italien. 
Hon uppträdde som hjältinna och subrett, sjöng, dansade och komponerade musik. Den 24 juli 1574 uppträdde hon som Athena inför Henrik III av Frankrike under hans besök i Venedig på dennes uttryckliga förfrågan. 1579–1581 var hon ledare för sin egen teatertrupp, I Confidenti. Ett av hennes mest berömda uppträdanden var som La Zingara mot sin rival Isabella Andreini som La Pazzia d’Isabella i Florens under bröllopet mellan storhertig Ferdinand I av Toscana och Christina av Lothringen år 1589. 
Hon var 1592–1595 åter ledare för sin egen trupp, Gli Uniti.
Hennes levnadsår är okända. Hon nämns sista gången år 1595, då hon återvände till Gelosi-truppen.